# 布罗因林根
布罗因林根是德国巴登-符腾堡州的一个市镇。总面积62.10平方公里，总人口5886人，其中男性2905人，女性2981人（2011年12月31日），人口密度95人/平方公里。